# The Filipino Channel
The Filipino Channel (TFC) é um canal de televisão internacional que faz parte do conglomerado de mídia filipino ABS-CBN Corporation. Sua programação é composta principalmente de programas importados produzidos e distribuídos pela ABS-CBN Studios e ABS-CBN News, visando a diáspora filipina. Disponível globalmente em várias plataformas de televisão, a TFC foi lançada em 24 de setembro de 1994 e foi a primeira emissora asiática transpacífica do mundo.
Em 2016, o The Filipino Channel tinha mais de três milhões de assinantes filipinos em todo o mundo, em mais de 40 países em quatro continentes, a maioria dos quais nos Estados Unidos, Guam, Saipan, Oriente Médio (incluindo Catar, Omã, Arábia Saudita e Emirados Árabes Unidos), Europa (incluindo Áustria, Bélgica, Croácia, Dinamarca, França, Alemanha, Hungria, Itália, Holanda, Noruega, Polônia, Portugal, Espanha, Suécia, Suíça e Reino Unido), África do Sul, Egito, Quênia, Alasca, Canadá, México, Brasil, Chile, Colômbia, Paraguai, Argentina, Uruguai, Austrália, Nova Zelândia, Macau, Japão, Coreia do Sul, Hong Kong, Indonésia, Tajiquistão, Vietnã, Tailândia, Índia, Taiwan, Cingapura e Malásia.

## Programas

### Notícias e informações
- TV Patrol
- The World Tonight
- TeleRadyo Serbisyo sa TFC
- News Patrol
- TFC News
- Balitang Indonesia
- Balitang Malaysia

### Assuntos atuais
- ANC Conversations

### Infotainment
- At The Table
- Barangay USA Super Show
- Casa Daza
- Citizen Pinoy
- Food Prints
- K World
- K World ATM
- Kwentong Barber
- Metro Chats
- Potluck
- Rated Korina
- So Janelle
- Team FitFil
- TFC Connect
- thatguySLATER

### Religiosos
- The Healing Eucharist Sunday Mass
- Kapamilya Daily Mass
- Kapamilya Journeys of Hope
- Bro. Eddie Villanueva Classics

### Blocos de filmes
- CineBro
- Reel Deal

### Especiais
- G Diaries
- Star Magic Specials
- iWant Originals

### Programação intersticial e curta
- Star Music Presents: Beats x Pieces
- On the Rise